# Piotr Boroń (leśnik)
Piotr Mateusz Boroń – polski leśnik, doktor habilitowany nauk rolniczych, profesor na Uniwersytecie Rolniczym im. Hugona Kołłątaja w Krakowie.

## Kariera naukowa
W 2006 roku w Akademii Rolniczej im. Hugona Kołłątaja w Krakowie uzyskał tytuł magistra inżyniera w zakresie biotechnologii.  W 2010 roku został zatrudniony na tejże uczelni. W 2011 roku na Wydziale Biologii i Nauk o Ziemi Uniwersytetu Jagiellońskiego uzyskał stopień doktora nauk biologicznych w zakresie biologii. W 2019 roku na Wydziale Leśnym Uniwersytetu Rolniczego w Krakowie uzyskał stopień doktora habilitowanego nauk rolniczych w dyscyplinie nauk leśnych na podstawie pracy pt. Określenie rozprzestrzenienia i zróżnicowania genetycznego wybranych rzadkich i inwazyjnych gatunków grzybów.